# (541043) 2018 BQ10
(541043) 2018 BQ10 es un asteroide perteneciente al cinturón de asteroides descubierto el 25 de diciembre de 2011 por el equipo del Spacewatch desde el Observatorio Nacional de Kitt Peak, Arizona, Estados Unidos.

## Designación y nombre
Designado provisionalmente como 2018 BQ10.

## Características orbitales
2018 BQ10 está situado a una distancia media del Sol de 3,193 ua, pudiendo alejarse hasta 3,401 ua y acercarse hasta 2,985 ua. Su excentricidad es 0,065 y la inclinación orbital 16,96 grados. Emplea 2084,80 días en completar una órbita alrededor del Sol.

## Características físicas
La magnitud absoluta de 2018 BQ10 es 15,5. 